# Nine Inch Nails
Nine Inch Nails (abreviado como NIИ) é uma banda de rock industrial, fundada em 1988 por Trent Reznor em Cleveland, Ohio, Estados Unidos. Reznor foi o único membro oficial da banda Nine Inch Nails e permaneceu responsável sozinho por sua direção musical, sendo o principal produtor, cantor, compositor e multi-instrumentista.
Os estilos musicais do NIN abrangem uma grande variedade de gêneros, enquanto retendo um som caracteristicamente intenso usando instrumentos e processos eletrônicos. É um trabalho autoral e sempre atento cuidadosamente aos detalhes da produção. Após gravar um novo álbum, Reznor geralmente reúne uma banda para acompanhá-lo em apresentações ao vivo; este componente ao vivo é uma entidade separada do Nine Inch Nails no estúdio de gravação.
Devido aos seus álbuns conceituais, geralmente Trent Reznor incorpora em seus shows algum personagem que vive à margem da sociedade, beirando entre a depressão e a insanidade. As canções envolvem temas como a introspecção, desespero, exclusão social, e críticas às religiões, ao consumismo e ao mundo das celebridades. Nos palcos, o NIN comumente faz espetáculos artísticos, empregando elementos visuais para acompanhar suas performances, que inicialmente culminavam com a banda destruindo instrumentos musicais.
Audiências do underground receberam calorosamente o Nine Inch Nails em seus primórdios. Diversos discos influentes nos anos 1990 alcançaram vasta popularidade: muitas canções do Nine Inch Nails se tornaram sucesso nas rádios, duas gravações do NIN ganharam Grammy Awards, e a banda vendeu mais do que vinte milhões de álbuns no mundo todo, com 10,5 milhões de vendas certificadas somente nos Estados Unidos. O Nine Inch Nails é considerado um ícone da música alternativa e experimental, inclusive tendo sido listado pela Rolling Stone como 94 em sua lista de 100 maiores artistas do rock de todos os tempos em 2004. A despeito deste sucesso, a banda teve vários feudos com o lado corporativo da indústria fonográfica. Trent Reznor anunciou em 2007 que o Nine Inch Nails prosseguirá independentemente de gravadoras.
O primeiro álbum longe das gravadoras, Ghosts I-IV, foi lançado online em uma variedade de formatos físicos e digitais através do website do grupo e contém 36 faixas instrumentais numeradas, intituladas "Ghosts", em 4 divisões. Após pouco mais de dois meses, a banda lançou outro álbum, disponibilizando-o grátis na íntegra pela página oficial, chamado The Slip, podendo ser distribuído livremente sem conflito com os direitos autorais.
Em 2011, Trent Reznor e Atticus Ross (ambos produtores do NIN), ganharam um Oscar e um Globo de Ouro por melhor Trilha Sonora no filme A Rede Social. As composições foram elogiadas pela crítica devido ao uso de ambientações experimentais e música eletrônica num longa-metragem mais tradicional.

## História

### Primórdios (1988–1989)

Logotipo da banda criado por Trent Reznor e Gary Talpas.

Em 1987, Reznor tocou teclados com uma banda de Cleveland chamada Exotic Birds, que tinham como agente John Malm Jr. Reznor e Malm se tornaram amigos, e quando Reznor deixou o Exotic Birds para trabalhar em suas próprias músicas, Malm informalmente se tornou seu agente. Reznor estava empregado na época como assistente de engenharia de som e zelador no Right Track Studios, e pediu ao dono do estúdio Bart Koster por permissão para gravar algumas demos de suas próprias canções de graça durante tempo não usado do estúdio. Koster concordou, lembrando que o custava "somente um desgaste nos [seus] tape heads". Enquanto juntando essas, as primeiras gravações do NIN, Reznor não conseguiu encontrar uma banda que articulasse suas canções como ele queria. Ao invés, inspirado em Prince, ele tocou todos os instrumentos sozinho exceto bateria. Este papel permanece de Reznor na maior parte das gravações de estúdio da banda, apesar de ele ocasionalmente envolver outros músicos e assistentes. Em 1988, após tocar sua primeira turnê abrindo para o Skinny Puppy, as ambições de Reznor para o Nine Inch Nails eram de lançar um single de 12 polegadas em um pequeno selo europeu. Várias gravadoras responderam favoravelmente ao material da demo, e Reznor assinou com a TVT Records. Nove seleções das demos do Right Track foram não oficialmente lançadas em 1994 como Purest Feeling; muitas destas canções apareceriam de forma revisada em Pretty Hate Machine, de 1989.[carece de fontes?]
Reznor disse em 1994 que ele criou o nome "Nine Inch Nails" porque ele "abreviava facilmente", ao invés de "qualquer significado literal". Rumores com outras explicações circularam, alegando que Reznor escolheu referenciar a crucificação de Jesus com pregos de nove polegadas, ou as unhas de nove polegadas de Freddy Krueger. Reznor e Gary Talpas desenharam o logotipo do Nine Inch Nails, que consiste nas letras "NIN" dentro de uma margem com o segundo "N" espelhado. O logotipo apareceu pela primeira vez no vídeo de "Down in It" e foi inspirado pela tipografia de Tibor Kalman no álbum do Talking Heads, Remain in Light. Talpas, um nativo de Cleveland, continuaria a fazer o design de arte do NIN até 1997.

### Pretty Hate Machine(1989–1991)

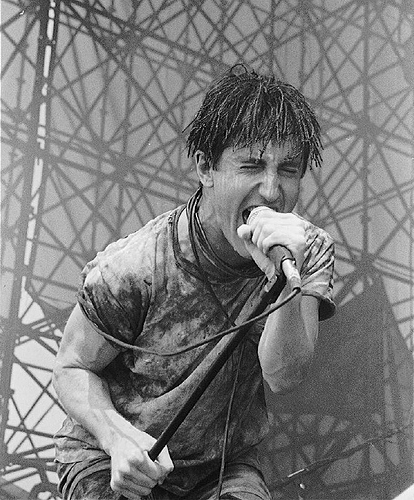
Trent Reznor durante o Lollapalooza de 1991.

Escrito, com arranjos feitos e tocados por Trent Reznor, o primeiro álbum do NIN Pretty Hate Machine estreou em 1989. Marcou a primeira colaboração de Reznor com Adrian Sherwood (que produziu o primeiro single "Down in It" em Londres, Inglaterra sem ter conhecido Reznor face à face) e Mark "Flood" Ellis. A produção de Flood apareceria em todos os principais lançamentos do Nine Inch Nails até 1994, e Sherwood fez remixes para a banda até 2000. Reznor e seus co-produtores expandiram as demos Purest Feeling, e adicionaram os futuros singles "Head Like a Hole" e "Sin". Michael Azerrad, da Rolling Stone, descreveu o álbum como "a força do barulho do industrial em uma moldura pop" e "música angustiante, mas grudenta"; Reznor proclamou esta combinação "um manifesto sincero" do "que estava na mente [dele] naquela época". Após passar 113 semanas na Billboard 200, Pretty Hate Machine se tornou um dos primeiros discos independentes a obter certificação de platina. MTV exibiu os vídeos para "Down in It" e "Head Like a Hole", mas um vídeo explícito para "Sin" foi somente lançado no vídeo de 1997,  Closure. [carece de fontes?]
Em 1990, NIN saiu em turnê pela América do Norte como banda de abertura para artistas do rock alternativo como Peter Murphy e The Jesus and Mary Chain. Em certo ponto, Reznor começou a quebrar seu equipamento enquanto no palco; o entrevistador da Rockbeat Mike Gitter atribuiu o sucesso inicial do NIN em frente a audiências de orientação rock a esta atitude agressiva. Nine Inch Nails então embarcou numa turnê mundial que continuou através do primeiro festival Lollapalooza em 1991, onde a banda "roubou o show" dos artistas principais Jane's Addiction apesar de vários problemas de equipamentos. Após uma desastrosa recepção europeia abrindo para a banda Guns N' Roses, NIN retornou aos Estados Unidos no meio de pressão da TVT para produzir um sucessor mais comercial para Pretty Hate Machine. Em resposta, Reznor secretamente começou a gravar sob vários pseudônimos para evitar interferência da gravadora.

### Broken(1992–1993)
No encarte, Trent Reznor creditou a banda de suporte da turnê de 1991 como influência para as seis canções e duas faixas-bônus do EP de 1992, Broken. Reznor caracterizou o EP como baseado em guitarras "explosões de destruição", que foi intencionalmente "muito mais pesado [...] que Pretty Hate Machine". canções de Broken  deram ao NIN seus únicos dois Grammy Awards: uma performance do primeiro single do EP, "Happiness in Slavery", de Woodstock '94, e o segundo single "Wish".
Peter "Sleazy" Christopherson das bandas Coil e Throbbing Gristle dirigiu a performance do vídeo "Wish", porém o clipe mais infame do EP foi de "Happiness in Slavery". O vídeo foi quase universalmente banido por seu conteúdo gráfico do artista Bob Flanagan tirando a roupa na frente da câmera e é preso em uma maquina que o tortura, furando e cortando partes de seu corpo, terminando por matá-lo. Um terceiro vídeo para "Pinion", parcialmente incorporado a sequência de abertura do programa Alternative Nation da MTV, mostrava uma privada que aparentemente descarrega seu conteúdo dentro da boca de um indivíduo em bondage. Reznor e Christopherson compilaram estes três clipes junto com uma filmagem para "Help Me I Am In Hell" e "Gave Up" em um vídeo clipe de longa duração também chamado Broken. Mostra o assassinato de um jovem que é raptado e torturado enquanto forçado a assistir os vídeos. Esta filmagem nunca foi oficialmente lançada, ao invés apareceu secretamente entre círculos de trocas de vídeos.
Uma outra performance para "Gave Up" com Richard Patrick e Marilyn Manson foi filmada no Cielo Drive nº 10050 (depois renomeado "Le Pig Studios" por Reznor), local dos assassinatos dos Tate; uma gravação ao vivo de "Wish" também foi filmada, e ambos os vídeos apareceram na compilação Closure em 1997. Broken foi seguido pelo EP de remixes Fixed no final de 1992. Ao invés de sair em suporte para o novo material, Reznor começou a viver e gravar em tempo integral no Le Pig, trabalhando no sucessor livre de restrições de sua gravadora. [carece de fontes?]

### The Downward Spiral(1994–1997)
O segundo álbum de estúdio do Nine Inch Nails, The Downward Spiral, entrou no Billboard 200 em 1994 na segunda posição, e permanece como o lançamento mais bem sucedido do NIN nos Estados Unidos. Influenciado pelos álbuns de rock do final dos anos 1970 como Low (1977) e The Wall (1979), The Downward Spiral mostra uma grande variedade de texturas e humores para ilustrar o progresso mental de um personagem central. Em seu último trabalho com a banda até hoje, Flood novamente co-produziu diversas faixas; seu colaborador de longa data Alan Moulder mixou a maior parte de The Downward Spiral e tomou papeis de produção mais extensivos em lançamentos subsequentes do NIN. [carece de fontes?]
O álbum gerou dois singles: "March of the Pigs" e "Closer"; "Hurt" e "Piggy" foram lançados para as rádios sem um lançamento de single comercial. O polêmico vídeo clipe feito para Closer, dirigido por Mark Romanek, recebeu diversas modificações na MTV, por conter cenas consideradas "perturbadoras" sobre religião, bestialidade, sexualidade, loucura e horror. A edição para rádio também foi censurado e  parcialmente retira a voz das letras explícitas da canção. O vídeo Closure documentou destaques da turnê Self Destruct do NIN, incluindo vídeos ao vivo completos de "Eraser", "Hurt" e um clipe de uma só tomada de "March of the Pigs" feito para a MTV. [carece de fontes?]
A resposta da crítica para The Downward Spiral tem geralmente sido favorável: em 2005 o álbum foi classificado na vigésima quinta posição da lista da Spin Magazine dos 100 Melhores Álbuns, 1985–2005, e em 2003 Rolling Stone classificou o álbum como número 200 na lista de 500 maiores álbuns de todos os tempos. Após The Downward Spiral, Reznor produziu um álbum remix intitulado Further Down the Spiral, o único lançamento não principal do NIN a ser certificado com disco de ouro nos Estados Unidos. Contém contribuições do músico de eletrônico Aphex Twin, do produtor Rick Rubin, e ex-guitarrista do Jane's Addiction Dave Navarro. Duas versões de Further Down the Spiral foram lançadas em 1995, ambas com conteúdo exclusivo. Em 2004, no décimo aniversário de The Downward Spiral, uma reedição de luxo foi lançada.
A turnê Self Destruct em suporte ao álbum alcançou sua maior audiência mainstream com uma performance enlameada no Woodstock '94 que foi transmitida em Pay per view e vista em até 24 milhões de casas. Nine Inch Nails recebeu considerável sucesso mainstream após, tocando com valores de produção significantemente maiores e adicionando elementos visuais teatrais ao concerto ao vivo. Por esta época, o perfeccionismo de estúdio de Reznor, batalhas contra vícios, e surtos de bloqueio de escritor prolongaram a produção de um disco seguinte.

### The Fragile(1999–2002)
Cinco anos se passaram entre The Downward Spiral e o próximo lançamento de estúdio do NIN, The Fragile, que apareceu como um CD duplo em setembro de 1999. Devido aos sucessos anteriores do NIN, antecipação da mídia rodeou The Fragile por mais de um ano antes de sua chegada, quando já era descrito como "muito atrasado". Quando o álbum finalmente foi lançado, estreou na primeira posição da Billboard 200, vendendo 228.000 cópias em uma semana e recebendo análises favoráveis. Spin aclamou The Fragile como o "álbum do ano", e diversas canções dele eram tocadas regularmente em estações de rádio de rock alternativo. Entretanto, o álbum saiu do Top 10 da Billboard apenas uma semana após seu lançamento, e Reznor foi forçado a pagar do seu próprio bolso a turnê norte-americana subsequente.
De acordo com Reznor, The Fragile foi concebido por fazer "composição e arranjos e produção e design de som [...] a mesma coisa. Uma canção começaria com um loop de bateria ou um visual e eventualmente uma canção emergiria disso e essa era a canção". O produtor canadense de rock Bob Ezrin foi consultado na relação de faixas do álbum; o encarte afirma que ele "providenciou continuidade e fluxo final".
Antes do lançamento do álbum, a canção "Starfuckers, Inc." provocou especulação da mídia sobre quem Reznor tinha tido a intenção de satirizar com seus letras ásperas. A crítica do Cinesexuality, Patricia MacCormack, interpreta a canção como um "ataque mordaz à cena da música alternativa", particularmente o antigo amigo e protegido de Reznor, Marilyn Manson. os dois artistas colocaram de lado suas diferenças quando Manson co-dirigiu e apareceu no vídeo para a canção, reintitulado "Starsuckers, Inc." e tocou no palco com NIN no Madison Square Garden em 2000. Nine Inch Nails lançou três singles comerciais do álbum em diferentes territórios: "The Day the World Went Away" na América do Norte; "We're in This Together" na União Europeia e Japão (em três discos separados); e um EP com "Into the Void" como sua faixa título na Austrália. MTV exibiu vídeos para as duas últimas faixas, assim como "Starsuckers, Inc." [carece de fontes?]
Reznor seguiu The Fragile com outro álbum remix, Things Falling Apart, lançado após a turnê Fragility de 2000, que foi gravada e lançada em CD, DVD, e VHS em 2002 como And All that Could Have Been. Uma edição de luxo para o CD ao vivo veio com o disco acompanhante Still, mostrando re-interpretações minimalistas de canções de toda a carreira da banda junto a novas composições musicais. [carece de fontes?]

### With Teeth(2005–2006)

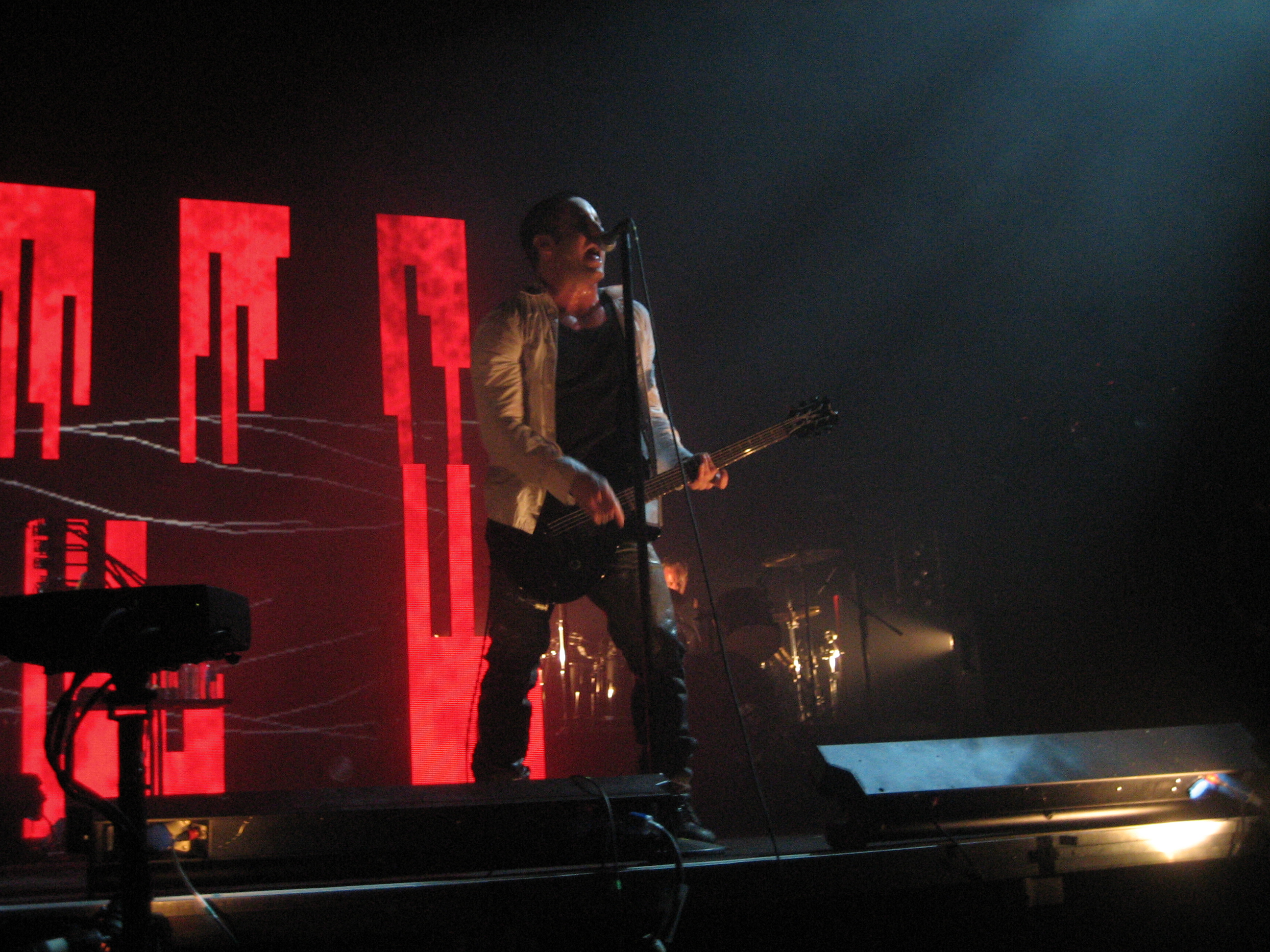
Trent Reznor tocando durante a turnê Live:With Teeth em 2006.

O quarto álbum de estúdio do Nine Inch Nails, With Teeth, foi lançado em 2005, apesar de ter sido vazado antes de sua data de lançamento oficial. O álbum foi escrito e gravado seguindo a batalha de Reznor contra o alcoolismo e abuso de drogas e outras substâncias. Rob Sheffield, da Rolling Stone, descreveu o álbum como "clássico Nine Inch Nails", enquanto Robert Christgau criticou o álbum como "ordinário". Como The Fragile, With Teeth estreou no topo da Billboard 200. No encarte do álbum faltam as típicas letras; ele simplesmente lista o nome das músicas e co-produtores, e a URL para um pôster online em PDF com letras e créditos completos. Todo o álbum foi disponibilizado em streaming audio no MySpace oficial da banda adiantado a sua data de lançamento.
Um vídeo promocional para a canção "The Hand That Feeds" estreou no sítio do NIN em março de 2005, ao invés dos tradicionais canais de música, e Trent Reznor lançou os códigos-fonte para "The Hand that Feeds" em formato GarageBand um mês depois, permitindo fãs remixar a canção. este lançamento gerou um concurso não oficial de remixes, no qual mais de 500 remizes de fãs foram inscritos. Reznor também lançou os códigos-fonte para o segundo single do álbum, "Only", em uma gama maior de formatos, incluindo Pro Tools e ACID Pro; fãs também foram convidados a acessar o MySpace oficial da banda para carregar os remixes, votar nos favoritos, e comentá-los em um blog. David Fincher dirigiu o vídeo para "Only" usando primariamente imagens geradas por computador. O terceiro single, "Every Day Is Exactly the Same", foi lançado em abril de 2006 junto com um EP de remixes de With Teeth, mas um planejado vídeo da música foi reportadamente descartado em estágio de pós-produção. A canção ficou no topo das paradas Hot Dance Singles Sales e Hot Digital Songs da Billboard em 2006.

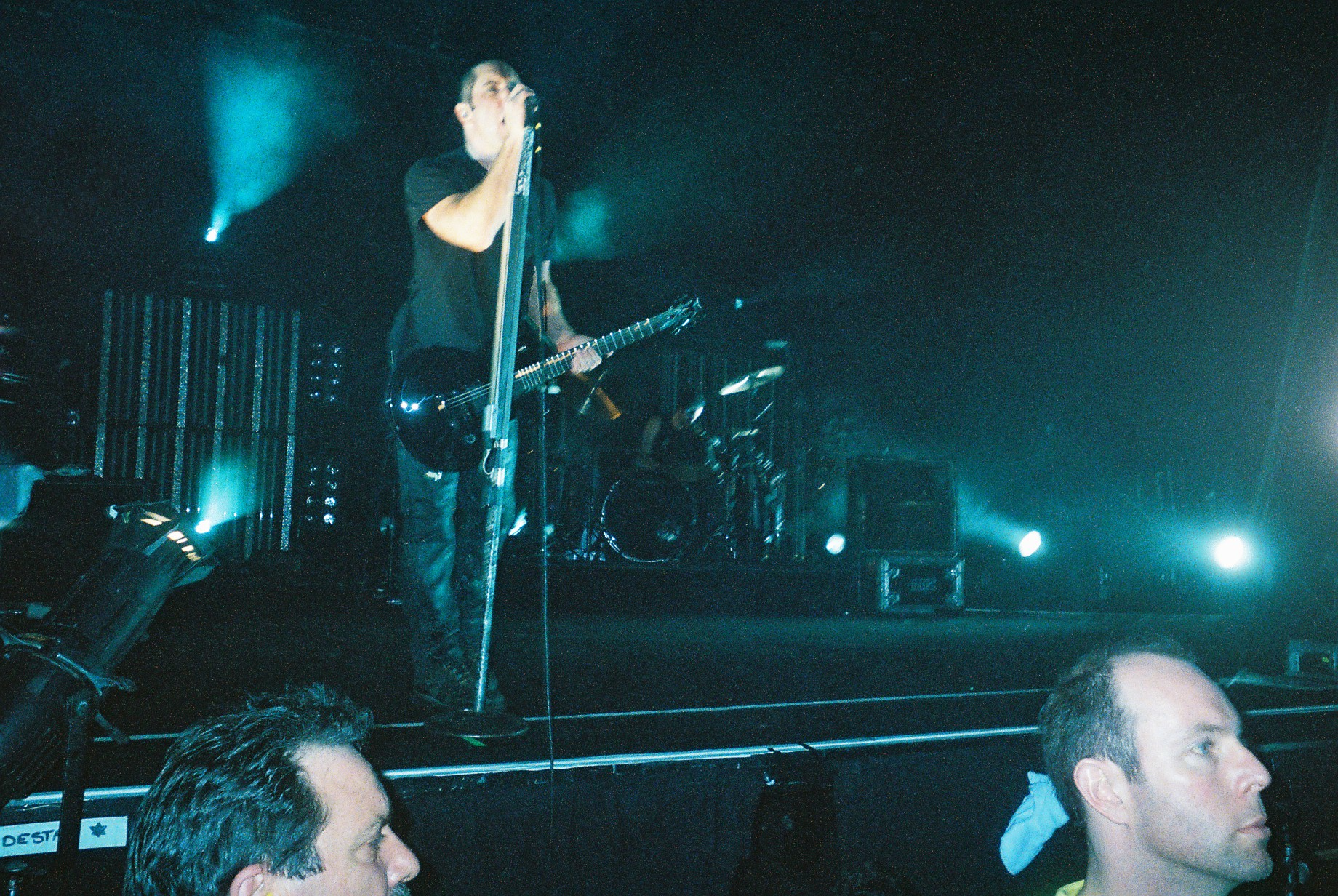
Nine Inch Nails em Melbourne, Austrália.

Nine Inch Nails lançou uma turnê de arenas norte-americana na primavera de 2005, com suporte do Queens of the Stone Age e Autolux. Outra banda de abertura nesta turnê, o artista hip-hop Saul Williams, subiu ao palco com o Nine Inch Nails no festival Voodoo Music Experience durante uma aparição como banda principal na cidade que foi atingida por furacão, Nova Orleans, antigo lar de Reznor. Também se apresentou no Brasil pelo festival Claro Q É Rock ao lado de Cachorro Grande, Nação Zumbi, Sonic Youth, Iggy Pop, Fantômas e Good Charlotte em São Paulo e no Rio de Janeiro. Para concluir a era With Teeth da banda, NIN completou uma turnê em anfiteatros na América do Norte no inverno de 2006, ao lado de Bauhaus, TV on the Radio, e Peaches. No final de 2006, o sítio oficial do NIN anunciou que um documentário da turnê intitulado Beside You in Time seria lançado em três formatos: DVD, HD DVD e Blu-ray. Após dar um tempo para completar os trabalhos no álbum seguinte, NIN embarcou em uma turnê mundial em 2007. Trent Reznor pessoalmente convidou Ladytron para abrir para a banda na Europa, que incluiu três concertos seguidos em Lisboa, Portugal, onde pela primeira vez foram tocadas as faixas "Last", "We're In This Together" e a versão Still de "The Fragile".

### Year Zero(2007)
Um dos álbuns mais recentes do Nine Inch Nails, Year Zero, foi lançado apenas dois anos após With Teeth. Com suas letras escritas da perspectiva de múltiplos personagens fictícios, Reznor descreveu Year Zero como um álbum conceitual criticando as políticas atuais do governo dos Estados Unidos e como elas terão impacto no mundo 15 anos no futuro. Os críticos foram geralmente favoráveis ao álbum, com uma média de 76% no MetaCritic. Robert Christgau descreveu Year Zero como "o álbum mais melodioso" de Reznor, ainda que Andrew Blackie, do PopMatters, tenha comentado que "não pode ser dito, com toda a honestidade, que a música em Year Zero é boa".
Um alternate reality game emergiu paralelo ao conceito de Year Zero, expandindo a partir de sua linha de história. Pistas escondidas em produtos de turnê levou fãs a descobrir uma rede de sítios fictícios, partes do jogo que descrevem uma "imagem orwelliana dos Estados Unidos perto do ano 2022". Antes do lançamento de Year Zero, canções inéditas do álbum foram encontradas em USB drives escondidos nos concertos do NIN na Europa. A participação dos fãs no alternate reality game chamou a atenção da mídia, notadamente USA Today e Billboard, que citaram o site de fãs The NIN Hotline, o fórum Echoing the Sound, o fã-clube The Spiral, e NinWiki como fontes de novas descobertas.
O primeiro single do álbum, "Survivalism", e outras faixas de Year Zero foram lançadas como arquivos de áudio multitrack para os fãs remixarem. Uma entrada da página oficial do NIN anunciou a compilação Year Zero Remixed, que é o último lançamento do Nine Inch Nails em uma grande gravadora a partir de 20 de novembro de 2007. O álbum de remixes foi acompanhado por uma página interativa de remix com download de multi-track e habilidade para postar os remixes, após assuntos legais atrasarem seu lançamento. [carece de fontes?]

### Ghosts I-IVeThe Slip(2008)

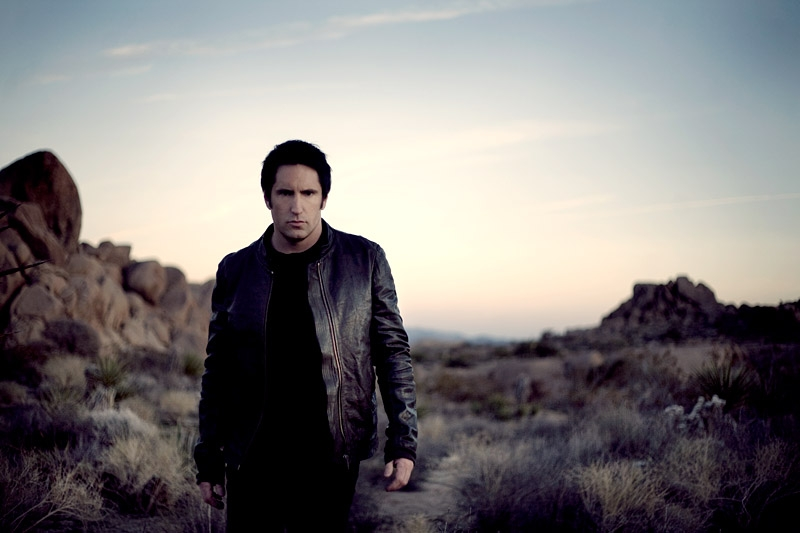
Reznor em 2008.

Em 16 de fevereiro de 2008, Reznor postou uma atualização misteriosa no website do Nine Inch Nails intitulada "2 semanas". em 2 de março, o site lançou Ghosts I-IV, um álbum com 36 faixas instrumentais. Nenhuma informação foi dado sobre o álbum antes do seu lançamento. [carece de fontes?]
O álbum Ghosts I-IV continuava a recente experimentação com distribuição digital. Como In Rainbows do Radiohead e The Inevitable Rise and Liberation of NiggyTardust! de Saul Williams (o qual Reznor ajudou a produzir), o álbum está disponível em várias formas diferenciadas, incluindo um download grátis do primeiro volume, um download digital de $5, um CD duplo de $10, um edição de luxo de $75 e um pacote de edição limitada ultra-de luxo de $300, que teve vendidas todas as 2500 cópias. A distribuição de Ghosts I–IV foi descrita por muitos críticos como uma ótima maneira para escapar das gravadoras e um método de distribuição que outras bandas deveriam seguir, ainda que alguns questionaram o sucesso de sua implementação técnica.
O álbum foi criado num período de 10 semanas e os contribuidores incluem Atticus Ross, Alan Moulder, Alessandro Cortini, Adrian Belew, e Brian Viglione. Reznor descreveu a coleção de 36 faixas como uma "trilha-sonora para sonhar acordado" que é "o resultado de trabalhar a partir de uma perspectiva muito visual — cobrindo locações e cenários imaginados com som e textura".
O álbum está licenciado sob uma licença Creative Commons Attribution Non-Commercial Share Alike. Na página oficial do Nine Inch Nails, Reznor comentou que uma "parceria e experiência excitante em relação a este lançamento" estava para ser anunciada logo. Esta parceria acabou sendo um projeto de vídeos ao estilo festival de filmes patrocinado pelo YouTube. Reznor também afirmou que "mais volumes de Ghosts provavelmente aparecerão no futuro."
No começo de abril de 2008, Nine Inch Nails postou várias fotos no Flickr mostrando a banda, incluindo Josh Freese e Robin Finck, em um estúdio de gravação. Uma atualização feita em 21 de abril de 2008 na página oficial da banda dizia "2 semanas!", ecoando uma mensagem misteriosa similar postada em 16 de fevereiro de 2008 que resultou no lançamento de Ghosts I-IV. Estações de rádio estado-unidenses começaram a tocar um novo single intitulado "Discipline" em 22 de abril. As estações de rádio foram permitidas a providenciar seus ouvintes com links online para a canção, através do sítio do NIN, como download gratuito junto com os arquivos multitrack para remixar. Em 2 de maio, uma nova canção chamada "Echoplex" foi lançada através do perfil da banda no iLike do Facebook. [carece de fontes?]
Em 5 de maio de 2008, NIN lançou The Slip, em sua página oficial sem qualquer anúncio ou promoção. O álbum está disponível para download sem custo, e está todo licenciado na licença Creative Commons Attribution Non-Commercial Share-Alike. Cópias físicas em vinil e CD estarão disponíveis para compra em julho. Desde que foi lançado, The Slip viu os downloads individuais ultrapassarem 1,4 milhões.[carece de fontes?]
Desde o lançamento de Ghosts I–IV e The Slip, uma turnê de 25 datas chamada Lights in the Sky foi anunciada para diversas cidades norte-americanas, e foi mais tarde expandida para incluir mais datas norte-americanas, assim como datas na América do Sul, incluindo duas apresentações no Brasil em outubro (Porto Alegre e São Paulo), posteriormente canceladas devido a "problemas técnicos". Cortini e Freese retornaram como membros das turnês anteriores, enquanto Robin Finck voltou à banda. A formação inicialmente incluiria Rich Fownes, mas antes de qualquer performance ser agendada, foi revelado que Justin Meldal-Johnsen contribuiria no baixo. A turnê tem sido vastamente elogiada por suas performances de luz e grande lista de músicas, geralmente incluindo canções de Ghosts I-IV em um set especial "acústico". [carece de fontes?]
Em 8 de outubro de 2008, após finalizarem seu último concerto na América do Sul, Trent Reznor postou no blog do website oficial do Nine Inch Nails que Josh Freese deixaria a banda após completar a segunda perna da turnê. Em 15 de novembro de 2008, Reznor anunciou via website oficial que Ilan Rubin do Lostprophets substituirá Freese após sua saída no final de 2008.

### Wave Goodbye Toure hiato (2009–2012)
No dia 10 de setembro de 2009, ocorreu um show de despedida, realizada para 2.200 pessoas em Los Angeles, através de um repertório de 38 músicas que passeou por toda a carreira da banda.[carece de fontes?]
Ao lado do guitarrista Robin Finck, do baixista Justin Meldal Johnsen e do baterista Ilan Rubin, Reznor disse que até então o Nine Inch Nails não fará mais turnê como banda, "mas todos nós continuaremos fazendo música", acrescentou.[carece de fontes?]
O setlist contou com clássicos da banda, como "Closer", "March of the Pigs" e "Hurt". No palco, Reznor e seus companheiros receberam Gary Numan, o pianista Mike Garson, que trabalhou com a banda no disco "Fragile" (1999), e o guitarrista do Jane's Addiction, Dave Navarro, para participar de "Piggy (Nothing Can Stop Me Now)".
A edição online da revista norte-americana Rolling Stone disse que Trent Reznor "parou o Nine Inch Nails na potência máxima". No início do ano, Reznor escreveu no site da banda que "2009 marca o aniversário de 20 anos de nossos primeiros lançamentos. Estive pensando e agora é a hora de desaparecer por um tempo". Porém, não descarta voltar com a banda algum dia: "não está fora de cogitação", alega o mesmo.[carece de fontes?]
Durante o hiato da banda, Reznor começou a fazer colaborações com seu amigo Atticus Ross. Entre um dos projetos que ambos co-produziram estava a trilha sonora oficial para o filme The Social Network. Reznor e Ross receberam por este trabalho o prêmio de "Melhor Trilha Sonora" no Globo de Ouro 2011 e no Oscar 2011.

### Retorno eHesitation Marks(2013–2015)
Em uma entrevista a BBC Radio 1, Reznor disse que passaria boa parte de 2012 escrevendo para o Nine Inch Nails. No mesmo ano, ele confirmou que algumas músicas já estavam encaminhadas e que uma turnê estava sendo planejada. Em fevereiro de 2013, Reznor anunciou que o NIN estaria sainda em uma nova turnê oficial. Ele também confirmou que os integrantes formariam a banda durante os shows seriam Eric Avery do Jane's Addiction, Adrian Belew do King Crimson e Josh Eustis do Telefon Tel Aviv, assim como o retorno de velhos membros como Alessandro Cortini e Ilan Rubin.  Adrian Belew e Eric Avery, contudo, não confirmaram presença na turnê.[carece de fontes?] Os shows iriam de 2013 até 2014, com passagens pelos Estados Unidos, Europa e Ásia.

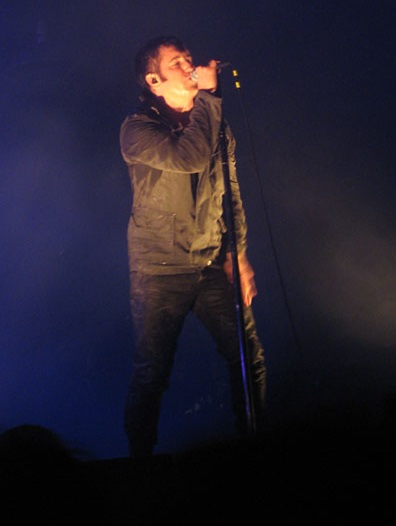
Reznor em 2007.

Em 28 de maio de 2013, Reznor anunciou que o novo álbum do Nine Inch Nails estava completado e que a gravadora Columbia Records o liberaria no fim do ano. Em 5 de junho, Reznor revelou que o álbum seria intitulado Hesitation Marks e teria seu lançamento oficial em 3 de setembro. O primeiro single, "Came Back Haunted", foi lançado oficialmente em 6 de junho. Este disco acabou sendo um sucesso comercial e de crítica, e a banda saiu então em turnê pelo mundo.

### EPs eBad Witch(2016–presente)
Em 23 de dezembro de 2016, Reznor lançou um EP intitulado Not the Actual Events, Neste período, Atticus Ross se tornou um membro da banda em tempo integral.
Após passar 2016 e 2017, tocando em festivais, Reznor voltou para o estúdio. Em maio de 2018, a banda anunciou seu oitavo disco, intitulado Bad Witch, lançado formalmente em 22 de junho do mesmo ano. O grupo então saiu em turnê pelos Estados Unidos, junto com The Jesus and Mary Chain.
Em 2020, o Nine Inch Nails foi introduzido no Hall da Fama do Rock and Roll. Além dos membros oficiais Reznor e Ross, foram listados cinco colaboradores frequentes, os músicos da banda ao vivo Robin Finck, Alessandro Cortini, e Ilan Rubin (que se tornou a pessoa mais jovem a entrar pro Hall da Fama), e os ex-integrantes  Chris Vrenna e Danny Lohner. Como solidariedade aos fãs durante a pandemia de COVID-19, foram lançados Ghosts V: Together e Ghosts VI: Locusts, dois álbuns instrumentais com músicas escritas junto do trabalho de Reznor e Ross em trilhas sonoras.
Em 2024, foi anunciado que o Nine Inch Nails comporia a música de Tron: Ares, a ser lançado em 2025, com a trilha incluindo novas canções da banda.

## Influência
Nine Inch Nails tem influenciado muitos novos artistas, que, de acordo com Reznor, variam de "imitações genéricas" datando do sucesso inicial do NIN a bandas mais jovens ecoando seu estilo em uma "forma mais verdadeira, menos imitativa". Seguindo o lançamento de The Downward Spiral, artistas do mainstream começaram a tomar conhecimento da influência do Nine Inch Nails: David Bowie comparou o impacto do NIN àquele do The Velvet Underground. Em 1997, Reznor apareceu na lista da revista Time das pessoas mais influentes do ano, e a revista Spin o descreveu como "o artista mais vital na música". A RIAA certificou vendas de 10.5 milhões de unidades dos álbuns da banda nos Estados Unidos, que contabilizam por aproximadamente metade das vendas da banda ao redor do mundo. Bob Ezrin, produtor do Kiss, Alice Cooper, Peter Gabriel e Pink Floyd, descreveu Reznor em 2007 como um "verdadeiro visionário" e aconselhou artistas aspirantes a tomar nota de sua atitude de não compromisso. Durante uma rara aparição no Kerrang! Awards em Londres naquele ano, Nine Inch Nails aceitou o Kerrang! Icon, honrando a longínqua influência da banda no rock.

## Características musicais

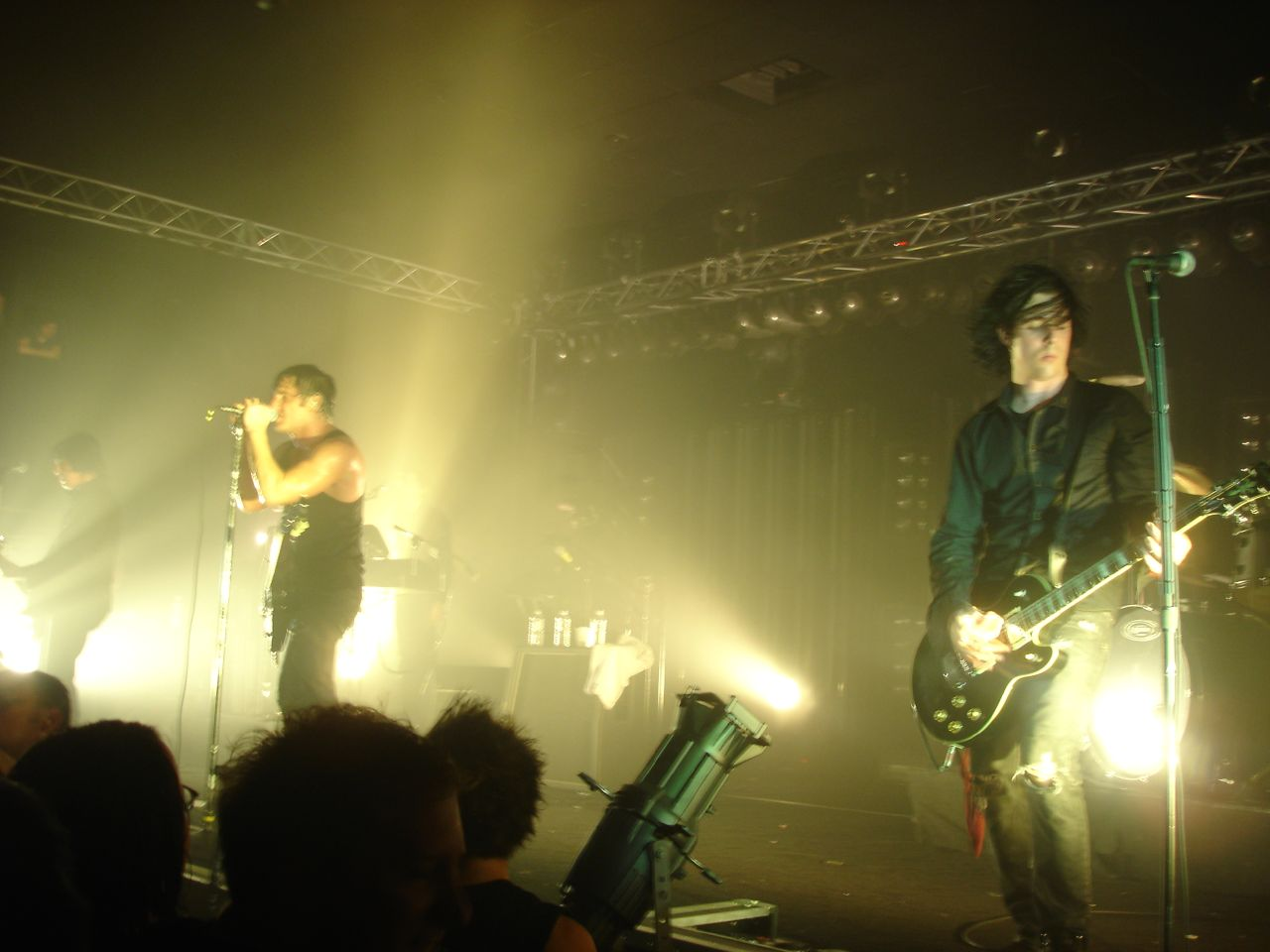
Banda durante a Live: With Teeth Tour, em 2005.

Steve Huey, da All Music Guide, comentou que "Nine Inch Nails era o grupo mais popular de industrial e foram em muito responsáveis por trazer a música a uma audiência em massa". Reznor nunca se referiu a seu próprio trabalho como música industrial, mas admite ter pego emprestado técnicas de antigas bandas de industrial como Throbbing Gristle e Test Dept. Apesar da disparidade entre aqueles artistas inicialmente operando sob o termo "industrial" e Nine Inch Nails, se tornou uma descrição jornalística comum do trabalho de Reznor ser descrito como tal. [carece de fontes?]
Na verdade, os lançamentos da banda cobriram uma gama vasta de gêneros. Inspirado por artistas que vão desde o pós-punk ao industrial, synthpop, heavy metal, punk rock e até dance, o Nine Inch Nails já foi influênciado por bandas como Depeche Mode, Joy Division, Throbbing Gristle, The Clash, Pink Floyd, Pantera, Pere Ubu, Rush, Velvet Underground, Nirvana, David Bowie, Gary Numan e Brian Eno. Apesar de Reznor confirmar a Spin Magazine que "Down in It" foi influenciado pelos primórdios industriais do Skinny Puppy, particularmente a canção deles "Dig It", outras canções de Pretty Hate Machine foram descritas na mesma entrevista como synthpop. Analisando The Fragile, o crítico Steve Cooper notou que o álbum justapõe vastamente gêneros variados, como o solo de piano em "The Frail" e elementos de drum and bass em "Starfuckers, Inc." Ainda, Year Zero apresenta uma forma híbrida de glitch music com rock e Ghosts I-IV é marcado por uma vasta noção de noise, música ambiente e até world music. [carece de fontes?]
Certas técnicas e estilos podem ser encontrados através do catálogo do NIN. Canções como "Wish" e "The Day the World Went Away" exibem mudanças na dinâmica, alternando de quieto para barulhento e vice-versa, e terminando com uma parada abrupta. Os vocais de Reznor seguem um padrão similar, frequentemente movendo de sussurros para gritos. A música da banda também ocasionalmente contém tempos complexos, notavelmente em "The Collector", de With Teeth, e na favorita de concertos, "March of the Pigs". Reznor também usa ruídos e distorção em seus arranjos de canções, e incorpora dissonância com melodia cromática e/ou harmonia. Estas técnicas são todas usadas na canção "Hurt", que mostra um trítono altamente dissonante tocado na guitarra durante os versos, um B5#11, com ênfase quando Reznor canta a décima primeira nota na palavra "I" toda vez que o dyad em B/F é tocado. "Closer" conclui com um motivo cromático em piano: a mesma melodia que reaparece na faixa-título de The Downward Spiral. Em The Fragile, Reznor revisita esta técnica de repetir um motivo múltiplas vezes entre diferentes canções, sendo em um instrumento musical diferente, com uma harmonia transposta, ou em um tempo alterado.

## Integrantes

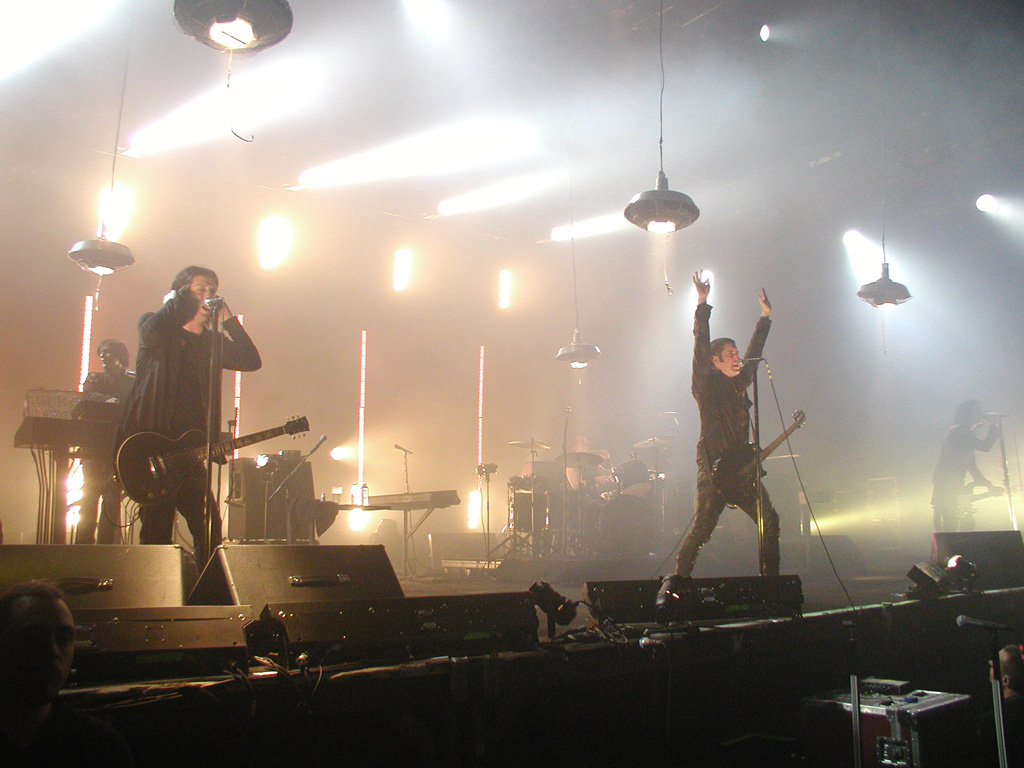
A banda ao vivo tocando em Munique, Alemanha, em 2007.

Nine Inch Nails como uma banda ao vivo é geralmente entendida como sendo uma entidade separada de seu componente de estúdios de gravação. Ocasionalmente, ex-membros da banda são convidados a participar no processo, mas quando não diretamente envolvidos com a gravação de novo material, a formação do Nine Inch Nails tende a mudar drasticamente entre grandes turnês. Exceto por Trent Reznor permanecendo nos vocais e guitarra, nada sobre a banda ao vivo permaneceu constante desde seu princípio. Reznor citou os longos períodos de gestação entre álbuns de estúdio como parte da razão para estas frequentes mudanças de pessoal. A encarnação da banda ao vivo em 2008 consiste em Reznor com Alessandro Cortini, Robin Finck, Josh Freese, e Justin Meldal-Johnsen. Em outubro de 2008, Josh Freese anunciou que sairá da banda no final do ano, e será substituído por Ilan Rubin. A formação atual da banda de apoio consiste em Robin Finck, Alessandro Cortini, Ilan Rubin e Josh Eustis.[carece de fontes?]

## Discografia
Nine Inch Nails produziu 14 principais lançamentos de estúdio. Em adição, a banda lançou três álbuns de remixes, singles com extensos b-sides, e documentários de turnê. A maior parte destes são chamados de halos, um sistema de sequência numérica que tem sido aplicado à maioria dos lançamentos oficiais do NIN.
Nine Inch Nails também gravou quatro canções especificamente para trilhas-sonoras de filmes: "Dead Souls" do Joy Division, uma versão retrabalhada de "Something I Can Never Have" para Assassinos por Natureza em 1994; "The Perfect Drug" e trilha incidental para Lost Highway (1997) e, em 2001, "Deep" para Lara Croft: Tomb Raider. Outras músicas de filmes, como "You Know What You Are?" para a trilha-sonora da adaptação cinematográfica de Doom (Clint Mansell), constituem remixes do catálogo oficial da banda por outros artistas. O próprio Reznor remixou várias canções de outros artistas, mas somente poucas são creditadas ao NIN.  [carece de fontes?]
O grupo compôs a música original do jogo eletrônico Quake (1996), também contribuindo efeitos sonoros. Em retribuição, o logotipo do NIN aparece em caixas de munição no jogo. Em 2020, um LP com a trilha do jogo foi disponibilizado. Na década seguinte, o NIN tentou colaborar novamente com a id Software na produção da trilha sonora de Doom 3 (2004), mas a participação acabou sendo cancelada. O ex-baterista da banda, Chris Vrenna, acabaria compondo a música-tema do jogo junto de seu parceiro no grupo Tweaker, Clint Walsh, e faria mais contribuições com a id.

### Álbuns de estúdio
- Pretty Hate Machine (1989)
- The Downward Spiral (1994)
- The Fragile (1999)
- With Teeth (2004)
- Year Zero (2007)
- Ghosts I–IV (2008)
- The Slip (2008)
- Hesitation Marks (2013)
- Bad Witch (2018)
- Ghosts V: Together (2020)
- Ghosts VI: Locusts (2020)

### Relançamentos aguardados
Reznor comentou que ele gostaria de lançar edições remasterizadas de Pretty Hate Machine, Broken/Fixed, e The Fragile como feito com o relançamento de The Downward Spiral, em seu décimo aniversário. Uma versão em DVD de luxo com dois discos de Closure foi entregue a Interscope Records em 2004, mas desde então foi atrasada indefinidamente. Ambos os discos apareceram nas redes BitTorrent em dezembro de 2006.

## Envolvimentos corporativos
Trent Reznor é um crítico franco da indústria da música, particularmente a influência corporativa em sua liberdade artística. Como resultado, Nine Inch Nails já se chocou com diversas corporações, culminando em uma decisão de proceder como agente independente de qualquer contrato com gravadoras. [carece de fontes?]
- No começo dos anos 1990, Nine Inch Nails foi envolvido em uma rixa muito noticiada com a TVT Records, a primeira gravadora a assinar com a banda. Reznor se opôs a tentativa de interferência da gravadora com sua propriedade intelectual.[18] Por fim, entraram em um empreendimento conjunto com a Interscope Records no qual Reznor cedeu uma porção de seus direitos de divulgação a TVT Music em troca da liberdade de ter sua própria marca Nothing Records.[26] Em 2005, Reznor processou seu antigo amigo e empresário John Malm Jr., co-fundador da Nothing, por fraude, quebra de contrato e dever fiduciário, entre outras alegações.[159] A relação deles foi formalmente agravada em um tribunal de Nova York, com danos conferidos a Reznor ultrapassando três milhões de dólares.[160]
- Na ordem da Prudential Securities para os procedimentos de falência, TVT colocou os direitos das gravações de Reznor para a gravadora em leilão em 2005. Esta oferta incluia todo o catálogo da TVT, includindo Pretty Hate Machine e uma porcentagem dos royalties da companhia de publicação das canções de Reznor, Leaving Hope Music/TVT Music. Rykodisc, que não venceu o leilão mas foi capaz de licenciar os direitos pela Prudential, re-emitiu o CD do fora de catálogo Pretty Hate Machine em 22 de novembro de 2005.[161] Ryko também relançou o CD "Head Like a Hole" e uma edição em vinil de Pretty Hate Machine em 31 de janeiro de 2006. Eles consideraram relançar uma edição de luxo, assim como a Interscope fez para The Downward Spiral; entretanto, Reznor recusou produzir para eles sem pagamento.[162]
- Nine Inch Nails estava programado para se apresentar nos MTV Movie Awards de 2005, mas se retiraram do show devido a uma divergência com a rede de televisão sobre o uso de imagem não alterada de George W. Bush como fundo para a performance da banda para "The Hand that Feeds". Pouco após, Reznor escreveu no sítio oficial do NIN: "aparentemente, a imagem de nosso presidente é tão ofensiva para a MTV quanto é para mim".[163] MTV respondeu que respeitavam o ponto de vista de Reznor, mas ficaram "desconfortáveis" com a performance sendo "construída ao redor de manifestos políticos partidários". Uma performance do Foo Fighters substituiu o tempo do NIN no show.[164]
- Em 2006, após ser alertado por uma página de fãs, Reznor processou a Fox News pelo uso de três canções de The Fragile no ar sem permissão. As canções "La Mer", "The Great Below" e "The Mark Has Been Made" apareceram em um episódio de War Stories with Oliver North detalhando a batalha de Iwo Jima.[165] Um comentário apareceu no blog de Reznor, no qual se lia: "Obrigado pelo aviso sobre a Fox News. Uma ação foi feita".[166][167]
- Como parte do alternate reality game que acompanhou o lançamento de Year Zero, três faixas do álbum foram intencionalmente "vazadas" anteriormente ao lançamento oficial em vários concertos do NIN em USB drives.[76] Os arquivo de aúdio de alta qualidade rapidamente circularam a internet, e donos de páginas que mantinham os arquivos logo receberam ordens de ações da Recording Industry Association of America, apesar do fato de que a campanha viral, e o uso de USB drives, ter sido sancionado pela gravadora do Nine Inch Nails.[168] A fonte que contou a história foi citada como dizendo "Estes malditos idiotas estão indo atrás de uma campanha com a qual a gravadora concordou".[168]

### Conflito com a Universal Music Group
Em maio de 2007, Reznor fez uma atualização na página oficial de Nine Inch Nails condenando a Universal Music Group (companhia que é dona da gravadora do Nine Inch Nails, Interscope Records) pelos seus planos de preços e distribuição para Year Zero. Ele criticou o preço a varejo de Year Zero na Austrália como "ABSURDO",[sic] concluindo que "como recompensa por ser um 'fã verdadeiro', você é roubado". Reznor continuou a dizer que à medida que "o clima se torna mais e mais desesperador para as gravadoras, a resposta delas para o seu basicamente ferimento auto-infligido parece ser ferrar o consumidor cada vez mais". A atualização de Reznor, especialmente seu criticismo com a indústria das gravadoras em geral, gerou considerável atenção da mídia.
Em setembro de 2007, Reznor continuou o seu ataque à UMG num concerto na Austrália, incitando fãs a "roubar" a sua música online ao invés de comprá-la legalmente. Reznor continuou a encorajar a plateia para "roubar e roubar e roubar e roubar mais um pouco e dar tudo para seus amigos e continuando a roubar".
Reznor anunciou em 8 de outubro de 2007 que Nine Inch Nails tinha cumprido os seus compromissos contratuais com a Interscope Records e agora estava livre para proceder como um "agente totalmente livre, livre de qualquer contrato de gravação com qualquer gravadora". Reznor também especulou que lançaria o próximo álbum do NIN online de forma similar a The Inevitable Rise and Liberation of NiggyTardust!, que ele produziu.
Através de outra atualização da página oficial do NIN, Reznor novamente criticou abertamente a Universal Music Group por não deixá-lo lançar um sítio oficial interativo de remixes para os fãs, https://www.webcitation.org/6HdmIq5me?url=http://remix.nin.com/. Universal negou hospedar a página dias antes de seu lançamento programado, citando a potencial "acusação", de acordo com Reznor, "que estão a promover a mesma violação técnica dos direitos autorais que estão a processar [outras companhias de mídia] por." Reznor escreveu em resposta que foi "desafiado no último segundo a encontrar uma forma de trazer esta ideia para a vida sem ser atingido pela urina enquanto essas companhias de mídia mijam umas nos pés das outras". Apesar destes desafios, a página de remix foi lançada em 27 de novembro de 2007.

## Prêmios

### Certificados da RIAA
Estas estatísticas foram compiladas do banco de dados online da RIAA.
- Pretty Hate Machine - Disco de Platina Triplo (12 de maio de 2003)
- Broken - Disco de Platina (18 de dezembro de 1992)
- The Downward Spiral - Disco de Platina Quádruplo (28 de outubro de 1998)
- Further Down the Spiral - Disco de Ouro (26 de junho de 1996)
- The Fragile - Disco de Platina Duplo (4 de janeiro de 2000)
- With Teeth - Disco de Ouro (6 de julho de 2005)

### Award Shows
Estas estatísticas foram compiladas através do banco de dados do site The Envelope, do Los Angeles Times.
- "Wish" — Best Metal Performance, Grammy Awards (1992) (vencedor)
- "Wish" - Best Heavy Metal / Hard Rock Video, MTV Video Music Awards (1993) (indicação)
- "Closer" — Best Breakthrough Video e Best Art Direction, MTV Video Music Awards (1994) (indicação)
- The Downward Spiral — Best Alternative Music Performance, Grammy Awards (1994) (indicação)
- Nine Inch Nails - Favorite Artist - Alternative, American Music Awards (1994) (indicação)
- "Happiness in Slavery" — Best Metal Performance (tirado da compilação Woodstock '94, Grammy Awards (1995) (vencedor)
- Nine Inch Nails — Favorite Artist - Alternative, American Music Awards (1995) (indicação)
- "The Perfect Drug" — Best Direction, Best Cinematography, Best Art Direction, Best Alternative Video e Video of the Year; MTV Video Music Awards (1997) (indicação)
- "The Perfect Drug" — Hard Rock Performance, Grammy Awards (1997) (indicação)
- "Starfuckers, Inc." — Best Metal Performance, Grammy Awards (1999) (indicação)
- The Fragile — Best Alternative Music Performance, Grammy Awards (1999) (indicação)
- "Into the Void" — Best Male Rock Vocal Performance, Grammy Awards (2000) (indicação)
- "The Hand That Feeds" — Best Hard Rock Performance, Grammy Awards 2005 (indicação)[177]
- Nine Inch Nails — Modern Rock Artist of the Year, Billboard Music Awards (2005) (indicação)
- "Every Day Is Exactly the Same" — Best Hard Rock Performance, Grammy Awards (2006) (indicação)[178]
- Nine Inch Nails — Kerrang! Icon, Kerrang! Awards (2007) (vencedor)[137]